# Duck Lake Bay
Duck Lake Bay – zatoka (ang. bay) w kanadyjskiej prowincji Nowa Szkocja, w hrabstwie Queens, na południe od zatoki Port Joli; nazwa urzędowo zatwierdzona 20 sierpnia 1975.